# Bogenšperk, Šmartno pri Litiji
Bogenšperk je naselje v Občini Šmartno pri Litiji. Tu se nahaja tudi Grad Bogenšperk. Nastalo je bilo leta 1995 z razdelitvijo naselja Dvor pri Bogenšperku na ločeni naselji Bogenšperk in Dvor. Leta 2015 je imelo štiri prebivalce.